# Антонівське гето
50°48′ пн. ш. 26°30′ сх. д. / 50.8° пн. ш. 26.5° сх. д.
Антонівське гето — єврейське гетто в період Другої світової війни, створене нацистською Німеччиною в часи Другої світової війни в селі Антонівка на Волині.
З початку німецької окупації в 1941 році євреї були піддані різним репресіям — їм наказано носити пов'язки із зіркою Давида, позначити свої будинки шестигранною зіркою, змушували їх до безплатного виконання важких робіт. Вони не могли залишати село, не могли купувати їжу від неєвреїв.
Гетто створене восени 1941 року і проіснувало 10 місяців. Наприкінці серпня 1942 року СД з Рівного за участю німецької жандармерії та української поліції погнало всіх євреїв із села Антонівка в кількості близько 500 осіб на місце, яке розташоване приблизно за 6 км від Костополя, і розстріляло їх у двох ямах разом з євреями з Костополя і Малого Сідлища.
У 1990-х роках на місці страти встановлений пам'ятник.